# Christian Degn
Christian Degn (* 13. Dezember 1909 in Bremen; † 22. Mai 2004 in Kiel) war ein deutscher Historiker und Geograph. Er gilt als einer der profiliertesten Landeshistoriker Schleswig-Holsteins.

## Leben und Wirken
Der Sohn eines Ingenieurs legte 1928 das Abitur an der Kieler Gelehrtenschule ab. Nach dem Studium der Geschichte, der Geographie und Lateinischer Philologie an der Albert-Ludwigs-Universität Freiburg, Universität Kopenhagen und Christian-Albrechts-Universität zu Kiel wurde er 1932 zum Dr. phil. mit einer Arbeit über Orla Lehmann promoviert. Degn legte 1934 das Erste Staatsexamen ab, nach dem Referendariat in Kiel und Plön folgte 1936 das Zweite Staatsexamen. Als Assessor ging er nach Schulpforta. Im Zweiten Weltkrieg war er Marineoffizier. Seit 1948 lehrte er als Studienrat bis 1951 an der Goethe-Schule Flensburg und anschließend an der Hebbelschule in Kiel. Im Jahr 1958 trat er dem Grenzfriedensbund bei. 
Seit 1965 lehrte er als Professor für Geschichte und Methodik des Geschichtsunterrichts an der Pädagogischen Hochschule Kiel und war dort von 1967 bis 1969 als Rektor tätig. Von 1974 bis 1978 hatte Degn als Nachfolger von Alexander Scharff den Lehrstuhl für Schleswig-Holsteinische Landesgeschichte an der Christian-Albrechts-Universität Kiel inne. Mit der Berufung Degns veränderte sich die Kieler Professur für Landesgeschichte. Durch die Trennung in schleswig-holsteinische und nordische Geschichte wurden zwei Lehrstühle geschaffen, Degn war damit der erste Lehrstuhlinhaber allein für schleswig-holsteinische Geschichte. Er war Vorsitzender des Schleswig-Holsteinischen Geschichtslehrerverbandes und im Vorstand der Gesellschaft für Schleswig-Holsteinische Geschichte. Ihm wurde 1974 für seine Verdienste um das schleswig-holsteinische Landes- und Heimatbewusstsein die Lornsen-Kette des Schleswig-Holsteinischen Heimatbundes verliehen. Nach langjähriger Forschungsarbeit in Archiven in Schleswig und Kopenhagen und mehreren Studienreisen erschien 1974 eines seiner Hauptwerke: Die Schimmelmanns im atlantischen Dreieckshandel. Gewinn und Gewissen. Das Buch beschreibt dokumentarisch Aufstieg und Verfall zweier Generationen, die Schatzhalter des dänischen Königs waren und zugleich zu den größten Sklavenhändlern und -haltern des 18. Jahrhunderts zählten.
Sein letztes großes Werk war Schleswig-Holstein, eine Landesgeschichte (1994). In 150 Aufsätzen behandelte er die Kernthemen der schleswig-holsteinischen Geschichte und illustrierte sie mit umfangreichen Bildern, Karten und Graphiken. Von 1951 bis 1973 war Degn Mitherausgeber des neubearbeiteten „Seydlitz“, eines Schulbuchs für den Erdkundeunterricht.

## Schriften (Auswahl)
- Die Schimmelmanns im atlantischen Dreieckshandel. Gewinn und Gewissen. Wachholtz, Neumünster 1974 u.ö., ISBN 978-3-529-06148-6.
- Topographischer Atlas Schleswig-Holstein und Hamburg. Wachholtz, Neumünster 1979, ISBN 978-3529051012.
- Schleswig-Holstein – eine Landesgeschichte (Historischer Atlas). Wachholtz, Neumünster 1995, ISBN 978-3529052156.